# 武德殿

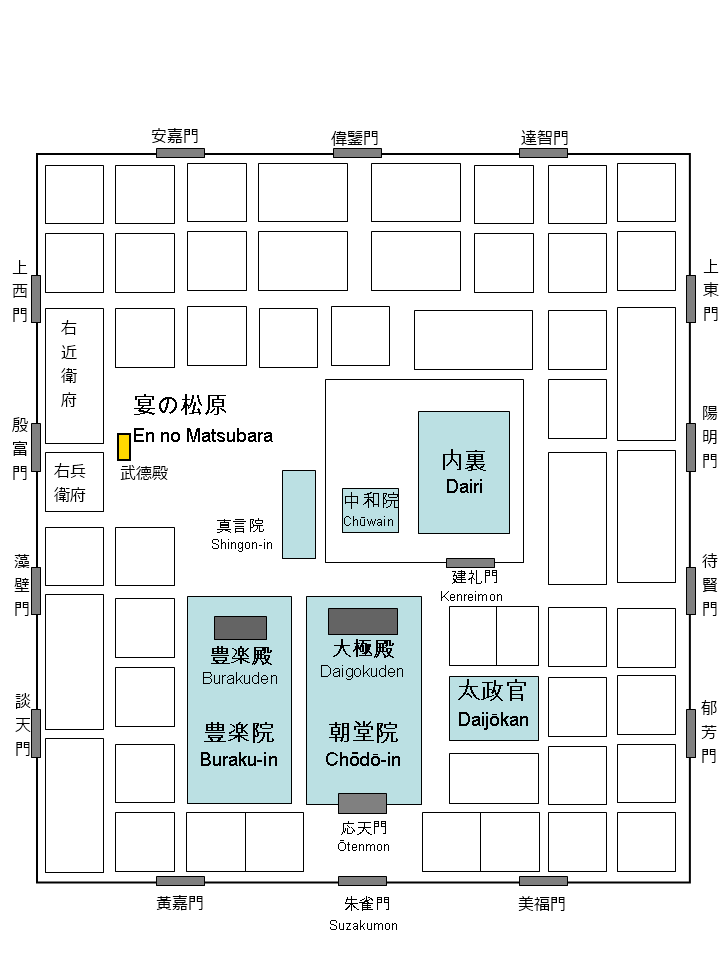
大內裏平面圖，橘黃色的部分即是武德殿所在。

武德殿，通常指大日本帝國的大日本武德會為推廣武道而興建的武道場。武德殿之名，因襲自日本平安時代時大內裏裡面的武德殿，該殿於舉辦觀賞賽馬等等活動時使用。其位在大內裏的西邊，可穿過右近衛府、右兵衛府之間而望見殷富門。而在武德殿的東邊，則有馬場、宴之松原等處。
財團法人大日本武德會於1895年（明治28年）在京都成立後，為推廣武道（包含劍道、柔道與弓道）使其成為日本人的核心價值，而在日本全國各地（含外地）廣設用來推廣武道的武德殿，這些二次大戰前所設並保留下來的武德殿多半成為具有高價值的日本文化財產。另外在地方上的武德殿其機能相當於現在日本各級地方行政單位所設的武道館。而在日本本土之外，在臺灣與中國大陸也有一些武德殿被保存下來。

## 各地的武德殿

### 日本
以下為日本現存的武德殿。

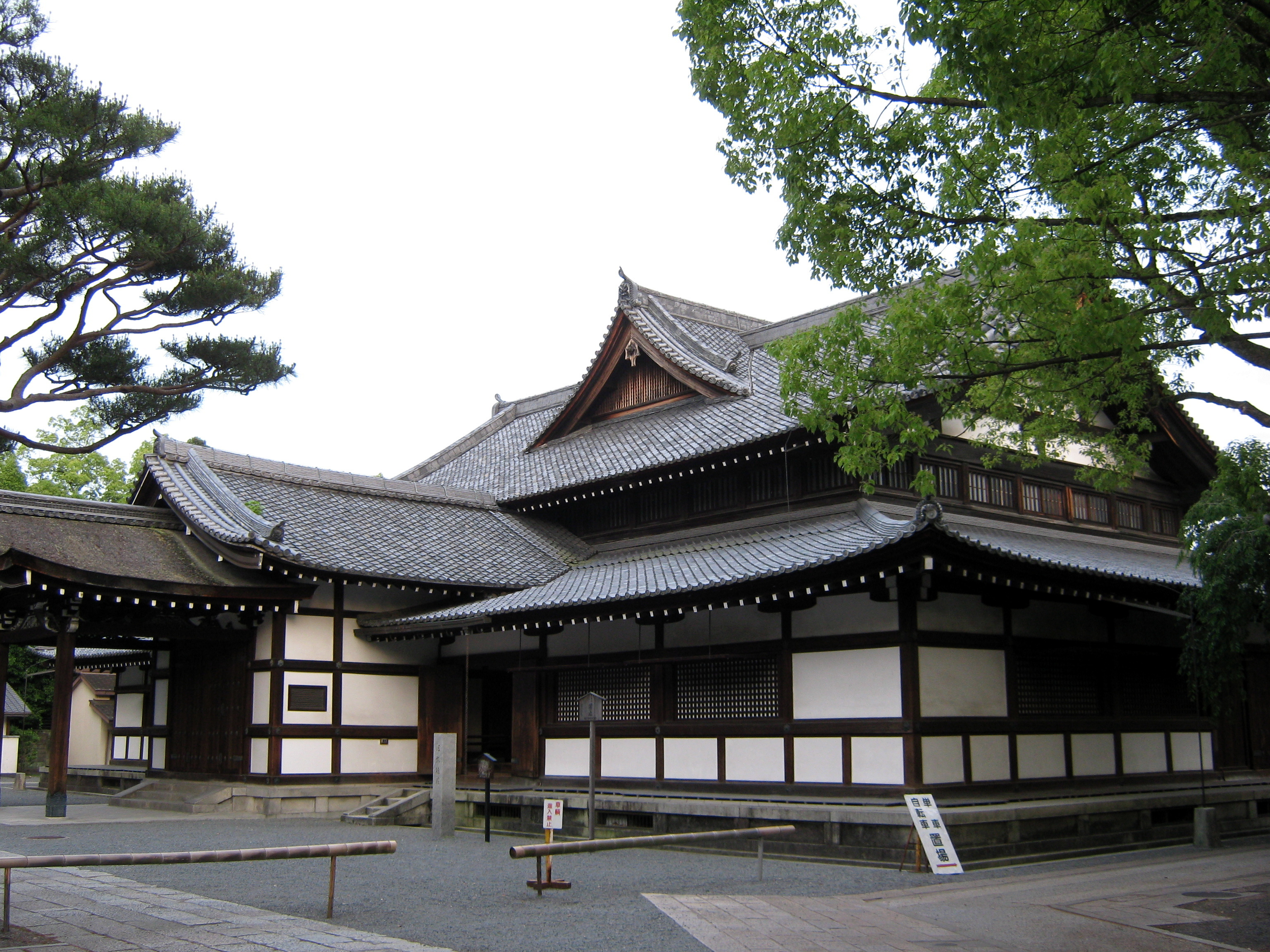
京都舊武德殿

1. 京都舊武德殿：重要文化財，京都市武道中心（市指定文化財）為同一建築物
2. 京都平安道場（日语：平安道場）：曾廢墟化，現已移築至青蓮院
3. 日光東照宮武德殿：於栃木縣日光市，登錄有形文化財
4. 山口縣警察體育館
5. 天徳寺本堂：於鳥取縣
6. 宮崎縣警察學校武德殿
7. 蘆北町立武德殿：於熊本縣，為國登錄文化財
8. 新居濱武德殿：於愛媛縣，為國登錄文化財
9. 佐賀縣警察體育館
10. 山梨縣甲府武徳殿：位於甲府城城址
11. 青森縣弘前武徳殿：位於弘前城城址
12. 福島市板倉神社武徳殿
13. 栃木市劍道場：武徳殿，1911年設立
14. 新潟縣三條市武徳殿：登錄有形文化財，1935年建設，現為三條市歷史民俗產業資料館民俗産業資料館
15. 埼玉縣川越市川越城本丸御殿：曾作為武德殿使用

原有滋賀縣立體育文化館，由三井道男設計，1937年竣工，但已於2018年解體拆毀。

### 台灣

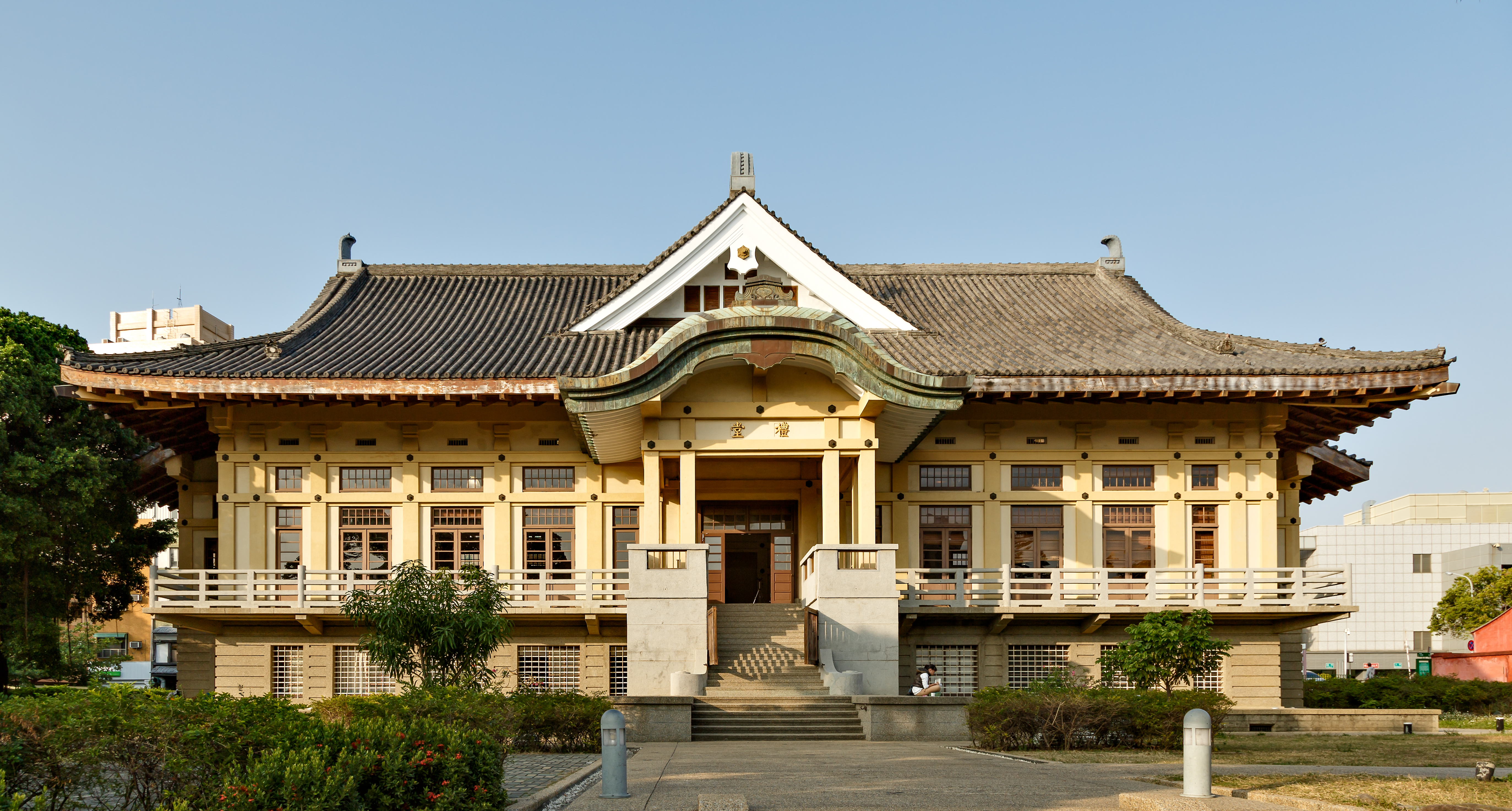
第二代台南武德殿

以下為在台灣現存的武德殿及相關設施。

#### 州廳級武德會支部
1. 第一代台中武德殿：移築改為金鳳山員林寺，其後再解體收藏於台灣民俗村，但根據2011年彰化縣文化局的債權人點交紀錄，該構件已不存在
2. 第二代台南武德殿：台南市市定古蹟
3. 高雄武德殿：高雄市市定古蹟

#### 郡市級武德會支所
1. 新莊武德殿：新北市歷史建築
2. 大溪武德殿：桃園市歷史建築
3. 第二代彰化武德殿：彰化縣縣定古蹟
4. 第二代南投武德殿：南投縣歷史建築，今縣史館
5. 北港武德殿附屬建築：雲林縣歷史建築
6. 第二代新化武德殿：台南市歷史建築
7. 第二代旗山武德殿：焚燬後重建，復原的屋頂由鋼桁架改為木桁架以做為區別
8. 屏東武德殿：屏東縣歷史建築

#### 街庄級武德會分會
1. 龍潭武德殿：桃園縣歷史建築
2. 二林武德殿：彰化縣歷史建築
3. 枋寮武德殿：屏東縣歷史建築

#### 監獄系統「刑務所演武場」
1. 新竹少年刑務所演武場：新竹市市定古蹟
2. 台中刑務所演武場：台中市歷史建築
3. 台南刑務所嘉義支所演武場：嘉義市歷史建築
4. 台南刑務所要道館／台南刑務所演武場（要道館）：臺南市市定古蹟

#### 其他機構所屬武道場或演武室
1. 基隆港合同廳舍：基隆市歷史建築，為「演武室」
2. 金瓜石太子賓館：金瓜石鑛山株式會社俱樂部，新北市市定古蹟，為「弓道場」
3. 新竹中學武道場：新竹市市定古蹟，為「武德館」
4. 日軍花蓮兵事部：現今花蓮松園別館，花蓮縣歷史建築，疑似「武道場」
5. 台南高等工業學校校舍：台南市市定古蹟，早期最北側之「圖書課」棟內西北角第一代「武道場」，今成功大學化學系館內
6. 淡江中學武道館

### 中國大陸
1. 天津武德殿：現為天津市文物保護單位和特殊保護等級歷史風貌建築
2. 長春神武殿：為滿州國祭祀神武天皇及進行武術競賽的地方，現為長春市重點文物保護單位

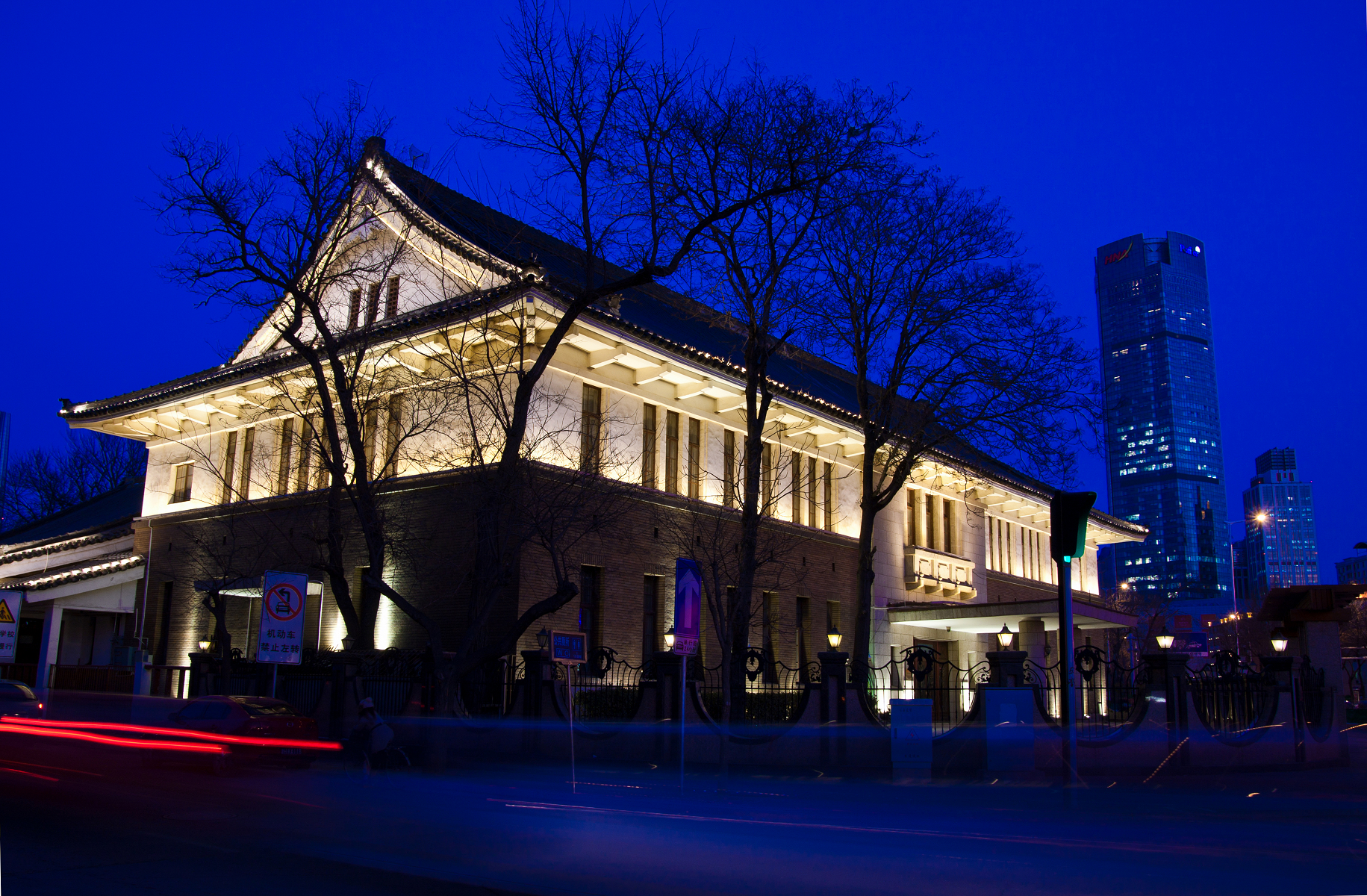
天津武德殿夜景

### 韓國
1924年朝鮮日治時期，大日本武德會在朝鮮設立支會，並推動了武德殿的建設。
- 忠清北道武德殿（충청북도 무덕전）：位於清州，1922年拆除望仙樓（망선루）後在原址所建，現已不存[3][2]

- 忠清南道武德殿（충청남도 무덕전）：位於大田，建於1935年，韓戰時燒毀[4]，1963年在原址重建了忠清南道警察廳尚武館（충청남도경찰청 상무관）[5]

- 慶尚南道武德殿（경상남도 무덕전）：位於釜山，建於1930年代，曾在韓戰期間作為臨時國會[6]，後成為東亞大學的一部分，於2004年拆除[7]

- 全羅南道武德殿（전라남도 무덕전）：位於光州，1950年代更名為尚武館（상무관） ，1968-1969年因錦南路拓寬而拆除，另地新建尚武館，在光州民主化運動中曾是受難者遺體臨時安置處，現為5.18民主和平紀念館五館（5·18민주평화기념관 5관）[8][9]

此外在京城、慶尚北道、全羅北道（全州）、平安南道（平壤）、平安北道（宣川郡）、咸鏡南道（咸興）、黃海道（松禾郡）等地也曾建有武德殿。

### 腳註
1. ↑  . www.constnews.com.   [2020-07-16]. （原始内容存档于2021-04-14）.
2. 1 2 3  . 무예보고서. 2019-06-28  [2021-08-05]. （原始内容存档于2021-08-05） （韩语）.
3. ↑  . 무예보고서. 2019-06-22  [2021-08-05]. （原始内容存档于2021-08-05） （韩语）.
4. ↑  . 네이버 블로그 | 대전광역시 공식블로그.   [2021-08-05]. （原始内容存档于2021-08-05） （韩语）.
5. ↑  기자, 한윤창. . 중도일보. 2018-09-17  [2021-08-05]. （原始内容存档于2021-08-05） （韩语）.
6. ↑  . 대한민국국회.   [2021-08-06]. （原始内容存档于2021-11-17）.
7. ↑  . 부산일보.   [2020-07-16]. （原始内容存档于2021-04-14） （韩语）.
8. ↑  . 광주시청각자료실. 2019-01-24  [2021-07-30]. （原始内容存档于2021-07-30） （韩语）.
9. ↑  . archive.much.go.kr.   [2021-08-06]. （原始内容存档于2021-08-06）.

### 文獻
- 陳信安，1997，《台灣日治時期武德殿建築之研究》，成功大學建築學系碩士論文。
- 陳義隆，2008，《日治時期臺灣武道活動之研究[永久]》，中央大學歷史研究所碩士論文。
- 陳信安，2014，《以文化觀光思維建構台灣日治時期武道文化空間場域之研究 （页面存档备份，存于）》，科技部專題研究計畫。（NSC102-2221-E041-010）

## 外部連結
- 文建會文化資產總管理處籌備處官網·武德殿相關個案資料：

1. 龍潭武德殿[永久]
2. 彰化市武德殿
3. 新化武德殿[永久]
4. 二林武德殿[永久]
5. 大溪武德殿[永久]
6. 南投武德殿
7. 高雄武德殿(振武館)
8. 原台南武德殿
9. 新莊武德殿[永久]